# Niel (cantante)
Ahn Daniel (en hangul, 안 다니엘; Dobong-gu, Seúl, 16 de agosto de 1994), más conocido como Niel, es un cantante, bailarín, modelo y actor surcoreano. Actualmente es miembro del grupo masculino surcoreano Teen Top.

## Carrera
Es miembro del grupo Teen Top donde es el cantante principal, el grupo fue creado por TOP Media en 2010.

## Discografía
Álbum de estudio
| Álbum | Información álbum                                           | Tunes |
| ----- | ----------------------------------------------------------- | --- |
| 1st   | 《oNIELy》 - Fecha：16 de febrero de 2015 - Idioma: Coreano | Ver listaTunes 1. Only You 2. 못된 여자（Lovekiller） 3. 아포가토（Affogato）(Ft.C.A.P) 4. Lady (Ft.L.Joe) 5. 전화해（Call Me） 6. 에필로그（Epilogue） 7. 천사의 노래（Song Of an angel） |

## Filmografía

### Película
| Año  | Título       | Notas          |
| ---- | ------------ | -------------- |
| 2007 | Eleventh Mom | Rol secundario |

### Dramas
| Año  | Título                 | Canal       |
| ---- | ---------------------- | ----------- |
| 2004 | Children's Chorus      | Mnet        |
| 2005 | 641 Families           | KBS         |
| 2010 | I Am Legend            | SBS         |
| 2012 | Do You Know Taekwondo? | KBS         |
| 2013 | Two Weeks              | MBC         |
| 2014 | Sweden Laundry         | MBC Every 1 |

### Apariciones en programas
| Año              | Título                            | Canal | Notas                                          |
| ---------------- | --------------------------------- | ----- | ---------------------------------------------- |
| 2017             | I Can See Your Voice 4            | Mnet  | Ep. #10, miembro del panel de detectives       |
| 2016             | King of Mask Singer               | MBC   | ep. 45-46, participó como "Get Married Gapdol" |
| 2013, 2015, 2016 | Hello Counselor                   | MBC   | ep. 144, 215, 240 y 259, invitado              |
| 2015             | Running Man                       | SBS   | ep. 233, 274, invitado                         |
| 2014             | Law of the Jungle in Indian Ocean | SBS   | ep. 117-125, miembro                           |